# Islamitisch Centrum Hamburg
Het Islamitisch Centrum Hamburg (Duits: Islamisches Zentrum Hamburg, Engels: Islamic Centre Hamburg) is een van de oudste sjiitische moskeeën in Duitsland en Europa. Het werd opgericht in Hamburg, in het noorden van Duitsland, eind jaren vijftig door een groep Iraanse emigranten en zakenmensen en groeide snel uit tot een van de leidende Shia-centra in de westerse wereld.
Veel vooraanstaande Iraanse theologen en politici (waaronder Ayatollah Beheshti, Ayatollah Mohammad Mojtahed Shabestari of Mohammad Khatami) hebben hier (vaak jaren) tijd doorgebracht, zijn westerse wetenschappen en filosofie tegengekomen en hebben bijgedragen aan het westerse begrip van het sjiisme.
De moskee werd ontworpen door Architekturbüro Schramm und Elingius. De moskee werd in 1965 geopend en kostte ongeveer € 1.000.000.

## Geschiedenis
Tijdens een bijeenkomst in Atlantic Hotel (Hamburg) in 1953 besprak een groep Iraanse inwoners van Duitsland de noodzaak om een eigen religieus centrum te stichten. Een brief werd gestuurd aan Groot Ayatollah Seyyed Husayn Borujerdi om hem om hulp te vragen; Groot Ayatollah stemde in met het plan en schonk 100.000 Iraanse rial aan het centrum. De bouw begon in 1960 en in 1965 was het voltooid. In hetzelfde jaar werd Ayatollah Mohammad Beheshti aangesteld om het centrum te leiden.
Tijdens de jaren zeventig speelde het centrum een belangrijke rol bij het tot stand brengen van de politieke opstand van Iraanse studenten in het Westen tegen de Sjah en uiteindelijk bijgedragen aan de Iraanse Revolutie.
In 2007 kondigde het centrum de lancering aan van de eerste Shia-unie in Europa.
Tegenwoordig blijft het centrum een rol spelen in het bevorderen van wederzijds begrip van de Iraanse Shia en de westerse wereld.